# Kfar Eldad
Kfar Eldad (en hebreu: כפר אלדד) és un assentament israelià comunitari, que es troba en l'Àrea de Judea i Samaria, en la Cisjordània ocupada per Israel, al sud-est de Betlem.
Kfar Eldad, forma part del Consell regional de Gush Etzion. El poble està situat al sud-est del parc arqueològic d'Herodion, a 530 metres sobre el nivell del mar. L'assentament va ser establert en 1994 com el camp temporal per al poble veí Nokdim. Va rebre el seu nom en honor del professor Israel Eldad, un dels líders del grup armat Lehi.
En els darrers anys es registra un augment considerable de la població de Kfar Eldad. Aquest augment s'explica en part per l'aparició d'una nova carretera que connecta els assentaments del bloc de Gush Etzion oriental (conegut també com a Bloc d'Herodion) amb el barri de Har Homa de Jerusalem. Aquesta carretera va escurçar el camí a Jerusalem a 12 km (uns 10 minuts en cotxe).
La població de Kfar Eldad actualment són unes 70 famílies, més de 200 persones. Aproximadament la meitat dels seus habitants són emigrants de la ex-Unió Soviètica (Rússia, Ucraïna, Belarús, Geòrgia, Letònia), hi ha també procedents dels Estats Units, Gran Bretanya, França i Argentina). La segona meitat són ciutadans israelians.
Com altres assentaments, situats al costat de Herodión, Kfar Eldad és una comunitat mixta, on els jueus religiosos, tradicionals, i els laics, viuen junts en harmonia. La majoria dels habitants de l'assentament treballen a Jerusalem. La major part d'ells estan ocupats en l'esfera acadèmica, molts tenen títols universitaris. La major part dels habitants practiquen l'agricultura, principalment la cria d'ovelles i cavalls. A Kfar Eldad viu el dirigent de la coalició governant de la Kenésset, Zeev Elkin.